# Ludwika Webersfeld
Ludwika Webersfeld – aktorka, córka dyrektora zespołu teatru prowincjonalnego, śpiewaka, aktora – Ksawerego Wołłowicza h. Bogoria (zm. 1873) i Rozalii ze Śliwińskich. Pierwsza żona Edwarda Webersfelda – aktora lwowskiego.

## Przebieg pracy artystycznej
- od grudnia 1871 do 24 marca 1872 – w zespole K. Wołłowicza (swojego ojca) i A. Grafczyńskiego (m.in. w Rzeszowie) – (z Webersfeldem)
- 1872 – w zespole A. Trapszy (w Kielcach i Radomiu) – (z Webersfeldem)
- Sezon 1873/1874 – w zespole I. Kalicińskiego (m.in. w Toruniu) w Dworze Artusa – (z Webersfeldem)
- Sezon 1877/1878 – w zespole P. Woźniakowskiego w Tarnowie – (z Webersfeldem)
- Sezon 1880/1881 – Teatr Polski we Lwowie, dyr.: Jan Dobrzański:
  - S. H. Mosenthal, Zagroda Sobkowa – Kachna (z Webersfreldem)
- Sezon 1881/1882 – Teatr Polski we Lwowie, dyr.: Adam Miłaszewski:
  - A. Dreyfus, Ofiara – pani Malbroussin
  - E. Pailleron, Świat nudów – baronowa
  - E. Pailleron, Wiek niewdzięczny – księżna
  - pani majstrowa z Chorążczyzny, krotochwila, aut. nieznany – Leokadia
  - G. Moser i F. Schöntau, Wojna podczas pokoju – Zofia
  - V. Sardou, Rozwiedźmy się – Józefa
- Sezon 1882/1883 – Teatr Polski we Lwowie, dyr.: Adam Miłaszewski;
  - A. Fredro, Dwie blizny – Aniela